# فرانسيس مكدورماند
فرانسيس لويز مكدورماند (بالإنجليزية: Frances McDormand)‏ (اسمها: سينثيا آن سميث، من مواليد 23 يونيو 1957) هي ممثلة أمريكية. حصدت العديد من الجوائز، بينها ثلاث جوائز أوسكار وجائزتا إيمي برايم تايم وجائزة توني، ما جعلها واحدة من الفنانين القلائل الذين حققوا التاج الثلاثي في التمثيل. والممثلة الوحيدة في التاريخ الحاصلة على ثلاث جوائز أوسكار عن ادوارها الرئيسية جنباً إلى جنب مع الاوسكاري السير دانيال دي-لويس.
درست مكدورمان في كلية بيثاني وجامعة ييل. قامت بدور البطولة في عدد من الأفلام التي أخرجها وأنتجها الأخوان كوين، ومن بينها بلد سيمبل 1984 (Blood Simple)، وريسينغ أريزونا 1987 (Raising Arizona)، وفارغو 1996 (Fargo)، والرجل الذي لم يكن هناك 2001 (The Man Who Was There)، ويحرق بعد القراءة (2008Burn After Reading)، ويعيش القيصر 2016 (Hail, Caesar). وفازت بجائزة الأوسكار لأفضل ممثلة عن أداء شخصية مارج غنديرسون في فيلم فارغو. وحازت أدوارها السينمائية الأخرى في أفلام مسيسيبي تحترق 1988(Mississippi Burning)، وبالكاد مشهور 2000 (Almost Famous)، وشمال المدينة 2005 (North Country)، على ترشيحات لجائزة الأوسكار لأفضل ممثلة مساعدة. وفي عام 2017، قامت بدور البطولة بشخصية امرأة عنيدة تسعى لتحقيق العدالة في جريمة مقتل ابنتها في فيلم الدراما الإجرامية ثلاث لوحات خارج إيبينغ، ميزوري Three Billboards Outside Ebbing, Missouri، الذي نالت عنه جائزة الأوسكار الثانية لأفضل ممثلة مساعدة.
ظهرت مكدورماند لأول مرة في برودواي في إعادة عرض لمسرحية أويك أند سينغ Awake and Sing عام 1984، وحصلت على ترشيح لجائزة توني لأفضل ممثلة في مسرحية لأدائها شخصية ستيلا كواليسكي في إعادة لمسرحية عربة اسمها الرغبة عام 1988 A Streetcar Named Desire. وعادت إلى برودواي في عام 2008 في إعادة لمسرحية فتاة الريف The Country Girl، ما جعلها تترشح لجائزة دراما ديسك لأفضل ممثلة في مسرحية. وفي عام 2011، فازت بجائزة توني لأفضل ممثلة في مسرحية عن دورها كأم عازبة مضطربة في مسرحية غود بيبول. أما على شاشة التلفزيون فلعبت مكدورماند دور البطولة الرئيسي في المسلسل القصير أوليف كيتريدج (2014) التابع لشبكة إتش بي أو، وفازت عنه بجائزة إيمي برايم تايم لأفضل ممثلة بدور رئيسي في مسلسل قصير أو فيلم.

## نشأتها
ولدت مكدورماند باسم سينثيا آن سميث في غيبسون سيتي، إلينوي. وفي عمر سنة ونصف تبنتها نورين (نيكلسون) وفيرنون مكدورماند وأعادا تسميتها لتصبح فرانسيس لويز مكدورماند. كانت والدتها بالتبني تعمل ممرضة وموظفة استقبال بينما كان والدها بالتبني قسًا في كنيسة تلاميذ المسيح؛ وكلاهما في الأصل من كندا. قالت مكدورماند إن والدتها البيولوجية، التي أشارت إليها بكل فخر، مع نفسها، بمصطلح وايت تراش «القمامة البيضاء»، ربما كانت واحدة من أفراد أبرشية كنيسة فيرنون. ولديها أخت، هي دوروثي أ. «دوت» مكدورماند، وهي قسيسة مرسمة وكاهنة في كنيسة تلاميذ المسيح، بالإضافة لشقيق أخر، وكلاهما كانا متبنيين أيضًا من قبل عائلة مكدورماند، التي لم يكن لديها أطفال بيولوجيون.
تنقلت العائلة بشكل متكرر بسبب تخصص والدها في إصلاح الأبرشيات، وعاشوا في عدة بلدات صغيرة في إلينوي، وجورجيا، وكنتاكي، وتينيسي، قبل أن يستقروا في مونسين، بنسلفانيا، حيث تخرجت مكدورماند من مدرسة مونسين الثانوية في عام 1975. ثم التحقت بكلية بيثاني في ولاية فرجينيا الغربية، وحصلت على درجة البكالوريوس في الآداب في المسرح عام 1979. وفي عام 1982، حصلت على درجة الماجستير في الفنون الجميلة من كلية ييل للدراما. وكانت زميلتها في الغرفة هي الممثلة هولي هانتر حين كانت تعيش في مدينة نيويورك.

## الترشيحات لجائزة الأوسكار
- أفضل ممثلة مساعدة عام 1989 عن فيلم Mississippi Burning
- أفضل ممثلة رئيسية عام 1997 عن فيلم Fargo وفازت بها
- أفضل ممثلة مساعدة عام 2001 عن فيلم Almost Famous
- أفضل ممثلة مساعدة عام 2006 عن فيلم North Country
- أفضل ممثلة رئيسية عام 2018 عن فيلم ثلاث لوحات خارج إيبينغ، ميزوري و فازت بها
- أفضل ممثلة رئيسية عام 2021 عن فيلم Nomadland وفازت بها .

## الترشيحات لجائزة الجولدن جلوب
- أفضل طاقم تمثيلى عام 1994 عن فيلم Short Cuts وفازت بها بالمشاركة مع طاقم التمثيل
- أفضل ممثلة أستعراضية أو كوميدية عام 1997 عن فيلم Fargo
- أفضل ممثلة مساعدة عام 2001 عن فيلم Almost Famous
- أفضل ممثلة مساعدة عام 2006 عن فيلم North Country
- أفضل ممثلة أستعراضية أو كوميدية عام 2009 عن فيلم Burn After Reading
- أفضل ممثلة رئيسية عام 2018 عن فيلم ثلاث لوحات خارج إيبينغ، ميزوري وفازت بها

## وصلات خارجية
- فرانسيس مكدورماند على موقع IMDb (الإنجليزية)
- فرانسيس مكدورماند على موقع الموسوعة البريطانية (الإنجليزية)
- فرانسيس مكدورماند على موقع روتن توميتوز (الإنجليزية)
- فرانسيس مكدورماند على موقع مونزينجر (الألمانية)
- فرانسيس مكدورماند على موقع قاعدة بيانات الأفلام العربية
- فرانسيس مكدورماند على موقع ألو سيني (الفرنسية)
- فرانسيس مكدورماند على موقع ميوزك برينز (الإنجليزية)
- فرانسيس مكدورماند على موقع تيرنر كلاسيك موفيز (الإنجليزية)
- فرانسيس مكدورماند على موقع أول موفي (الإنجليزية)
- فرانسيس مكدورماند على موقع بوكس أوفيس موجو (الإنجليزية)
- فرانسيس مكدورماند على موقع تي في.كوم
- فرانسيس مكدورماند في قاعدة بيانات أقل من برودواي على الإنترنت